# Comuna Todirești, Iași
Todirești (în trecut, Stroești) este o comună în județul Iași, Moldova, România, formată din satele Băiceni, Stroești și Todirești (reședința).

## Așezare
Comuna se află în zona de nord-vest a județului. Este străbătută de șoseaua județeană DJ281C, care o leagă spre sud-vest de Hărmănești și Pașcani (unde se termină în DN28A și spre est de Balș și Cotnari (unde se termină în DN28B). Din acest drum, lângă Todirești se ramifică șoseaua județeană DJ208N, care duce spre nord-vest la Vânători și Lespezi.

## Demografie
Componența etnică a comunei Todirești
     Români (90,48%)
     Alte etnii (9,52%)
Componența confesională a comunei Todirești
     Ortodocși (72,62%)
     Penticostali (15,33%)
     Creștini de rit vechi (1,59%)
     Alte religii (1,03%)
     Necunoscută (9,43%)
Conform recensământului efectuat în 2021, populația comunei Todirești se ridică la 4.645 de locuitori, în scădere față de recensământul anterior din 2011, când fuseseră înregistrați 5.048 de locuitori. Majoritatea locuitorilor sunt români (90,48%). Din punct de vedere confesional, majoritatea locuitorilor sunt ortodocși (72,62%), cu minorități de penticostali (15,33%) și creștini de rit vechi (1,59%), iar pentru 9,43% nu se cunoaște apartenența confesională.

## Politică și administrație
Comuna Todirești este administrată de un primar și un consiliu local compus din 15 consilieri. Primarul, Ovidiu Droancă[*], de la Partidul Național Liberal, este în funcție din 2016. Începând cu alegerile locale din 2024, consiliul local are următoarea componență pe partide politice:
|  | Partid                     | Consilieri | Componența Consiliului | Componența Consiliului | Componența Consiliului | Componența Consiliului | Componența Consiliului | Componența Consiliului | Componența Consiliului | Componența Consiliului | Componența Consiliului |
|  | -------------------------- | ---------- | ---------------------- | ---------------------- | ---------------------- | ---------------------- | ---------------------- | ---------------------- | ---------------------- | ---------------------- | ---------------------- |
|  | Partidul Național Liberal  | 9          |                        |                        |                        |                        |                        |                        |                        |                        |                        |
|  | Partidul Social Democrat   | 3          |                        |                        |                        |                        |                        |                        |                        |                        |                        |
|  | Partidul Mișcarea Populară | 2          |                        |                        |                        |                        |                        |                        |                        |                        |                        |
|  | Uniunea Salvați România    | 1          |                        |                        |                        |                        |                        |                        |                        |                        |                        |

## Istorie
Comuna s-a format la începutul secolului al XX-lea, sub numele de Stroești, când satele Bălușești, Băiceni, Stroești și Todirești s-au separat de comuna Vascani din plasa Lespezi a județului Suceava. Anuarul Socec din 1925 consemnează comuna Stroești cu o populație de 1700 de locuitori.
În 1950, comuna Stroești a fost arondată raionului Pașcani din regiunea Iași. În 1968, ea a fost comasată cu comuna Hărmănești, formând comuna Todirești. În 1968, comuna Todirești a trecut la județul Iași. În 2004, satele comunei Hărmănești s-au separat din nou, comuna Todirești rămânând în structura actuală.

## Monumente istorice
În comuna Todirești se află ansamblul bisericii „Sfinții Voievozi” (1500–1550), monument istoric de arhitectură de interes național. Ansamblul cuprinde biserica propriu-zisă, turnul de intrare și zidul de incintă.
În rest, singurul obiectiv din comună inclus în lista monumentelor istorice din județul Iași ca monument de interes local este situl arheologic de „la Șanțuri”, aflat la 5–7 km nord-vest de satul Todirești și care cuprinde fortificații de pământ datând din eneolitic (cultura Cucuteni, faza A) și din perioada Latène (cultura geto-dacică).